# جنگ داخلی اسپانیا
جنگ داخلی اسپانیا (به اسپانیایی: Guerra Civil Española) یک جنگ داخلی بود که از ۱۷ ژوئیه سال ۱۹۳۶ تا ۱ آوریل ۱۹۳۹ پس از کودتای بخشی از ارتش علیه جمهوری اسپانیا رخ داد.
در این جنگ نیروهای طرفدار جناح چپ معروف به جمهوری‌خواهان از نیروهای معروف به ملی‌ها شکست خوردند و دوره طولانی دیکتاتوری ژنرال فرانکو در اسپانیا آغاز شد که تا مرگ او در سال ۱۹۷۵ ادامه داشت.

## برقراری حکومت جمهوری
در سال ۱۹۳۱ بعد از ده سال آشوب سیاسی، بر اثر قیام جمهوری‌خواهان آلفونس سیزدهم شاه اسپانیا از کشور گریخت و حکومت جمهوری برقرار شد. دولت جمهوری کمر به انجام یک برنامهٔ اصلاحات اجتماعی و اقتصادی بست. برای مبارزه با قدرت کلیسا که از ایام باستان در این کشور ریشه دوانیده بود، قوانینی ضد طبقهٔ روحانیون به تصویب رسید و دیانت از حکومت تفکیک گردید، فرقه یسوعیون (ژزوئیتها) منحل و اموال آن‌ها توقیف شد. مدارس از حوزهٔ نظارت اهل دین بیرون آمد. نهضت قدیمی استقلال کاتالان با اعطای حق خودمختاری داخلی، تسکین یافت. برای طبقهٔ زارعین، دولت مشغول تکه‌تکه کردن املاک وسیع‌تر ملاکین مهم و تقسیم آن گردید. در پی اصلاحات دولت جمهوری‌خواه اسپانیا، آن قدر این اصلاحات اساسی بود که ملاکان مبرز و روحانیون را خشمگین کرد.

## وقوع جنگ داخلی

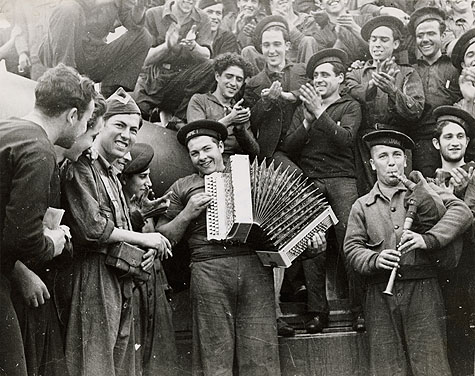
ملوانان جمهوری‌خواه در حال نواختن ساز های موسیقی بر روی کشتی جیمز جیمی اول واقع در آلمریا اسپانیا. فوریه ۱۹۳۷

بعد از ۱۹۳۳ بیش از پیش زمام امور حکومت به دست عناصر محافظه کار افتاد. کابینهٔ محافظه کاران نه کفایتی از خود نشان می‌داد و نه مورد توجهٔ عامهٔ مردم بود و به همین دلیل اعتراضاتی در اسپانیا رخ داد. در فوریهٔ ۱۹۳۶ انتخابات جدیدی صورت گرفت. کلیهٔ عناصر جناح چپ، یعنی جمهوری خواهان، سوسیالسیت‌ها، آنارشیستها و کمونیستها دست به دست هم داده و جبهه‌ای در برابر سلطنت طلبان، روحانیون و افسران ارتش تشکیل دادند. اتحاد جناح چپ در انتخابات به پیروزی قاطعی نایل آمدند. پس از این واقعه در ژوئیهٔ ۱۹۳۶ یکی از ژنرال‌های ارتش به نام فرانسیسکو فرانکو ضد دولت جمهوری قیام کرد. او توانست بندر بارسلون را فتح کند و خود را آماده نمود تا پایتخت را نیز تسخیر کند. احزاب چپ (جمهوری خواهان، سوسیالیست‌ها، آنارشیست‌ها و کمونیست‌ها) برای مبارزه متحد شدند و تمامی مملکت دستخوش جنگ داخلی گردید.

## واکنش دیگر کشورها در قبال جنگ داخلی
با وخیم شدن اوضاع در اسپانیا دولت انگلستان و فرانسه تصمیم گرفتند نگذارند که جنگ داخلی اسپانیا تبدیل به مبارزه‌ای طولانی و عمومی شود. به همین جهت دولت‌های مزبور ارسال ملزومات جنگی به دولت جمهوری اسپانیا را ممنوع کردند. ایالات متحدهٔ آمریکا نیز جنگ داخلی اسپانیا را مشمول مقررات قانون بی‌طرفی شمرد. بنا به تشویق انگلستان و فرانسه ،۲۷ دولت از جمله بسیاری از دولت‌های اروپایی موافقت کردند که در جنگ داخلی اسپانیا شرکت نکنند. اما دولت آلمان، ایتالیا و اتحاد جماهیر شوروی مداخله کردند. هیتلر و موسولینی به حمایت فرانکو برخاسته و جمهوری خواهان را به عنوان ملعبهٔ دست بلشویسم تخطئه نمودند و حال آنکه اتحاد جماهیر شوروی از جمهوری پشتیبانی کرده و یاغیان فرانکو را به مزدوری برای فاشیسم بین‌المللی متهم کرد. آلمان‌ها، ایتالیایی‌ها و روس‌ها ملزومات جنگی به اسپانیا فرستادند. بمب افکنی فاشیست‌ها بر فراز شهرهای اسپانیا که اولین بمباران‌های هوایی مردم غیرنظامی در تاریخ بود، مردم جهان را سخت وحشت زده ساخت. شوروی به علت بعد مسافت هم که شده قادر به عمل مشابهی نبود، لکن هزاران نفر از اشخاصی که متمایل به جناح چپ و صاحب آرای آزادی خواهانه بودند به میل خویش، از ایالات متحده آمریکا و کشورهای اروپایی روانهٔ اسپانیا گردیدند تا در صفوف قوای ثابت قدم در جمهوری اسپانیا، مبارزه نمایند. جنگ داخلی اسپانیا کشورهای جهان را به دو گروه فاشیست و ضد فاشیست تقسیم کرد.

### واکنش جامعه ملل
خولیو آلوارز دل وایو، وزیر خارجهٔ اسپانیا، در سپتامبر ۱۹۳۶ دست به دامن جامعه ملل شد تا برای حفظ استقلال سیاسی و یکپارچگی ارضی اسپانیا به این کشور کمک نظامی بکند. اعضای جامعه تصمیم گرفتند که نه در جنگ داخلی اسپانیا مداخله کنند و نه دیگر قدرت‌های خارجی را از مداخله در این جنگ منع کنند. هیتلر و موسولینی به ژنرال فرانسیسکو فرانکو و ملی‌گرایان کمک می‌کردند و شوروی حامی جمهوری‌خواهان بود. در فوریهٔ ۱۹۳۷، جامعه با منع ورود داوطلبان بین‌المللی به جنگ داخلی اسپانیا موافقت نکرد، ولی این تصمیم بیشتر جنبه‌ای نمایشی داشت.

## سرانجام جنگ
سرانجام پس از حدود سه سال جنگ و بعد از آن که یک میلیون نفر در اسپانیا کشته شدند جناح چپ یا جمهوری خواهان، در سال ۱۹۳۹ در برابر قوای ژنرال فرانکو سر تسلیم فرود آوردند و وی توانست حکومت مستبدی نظیر رژیم فاشیست، در تمام کشور ایجاد نماید.

## نگارخانه

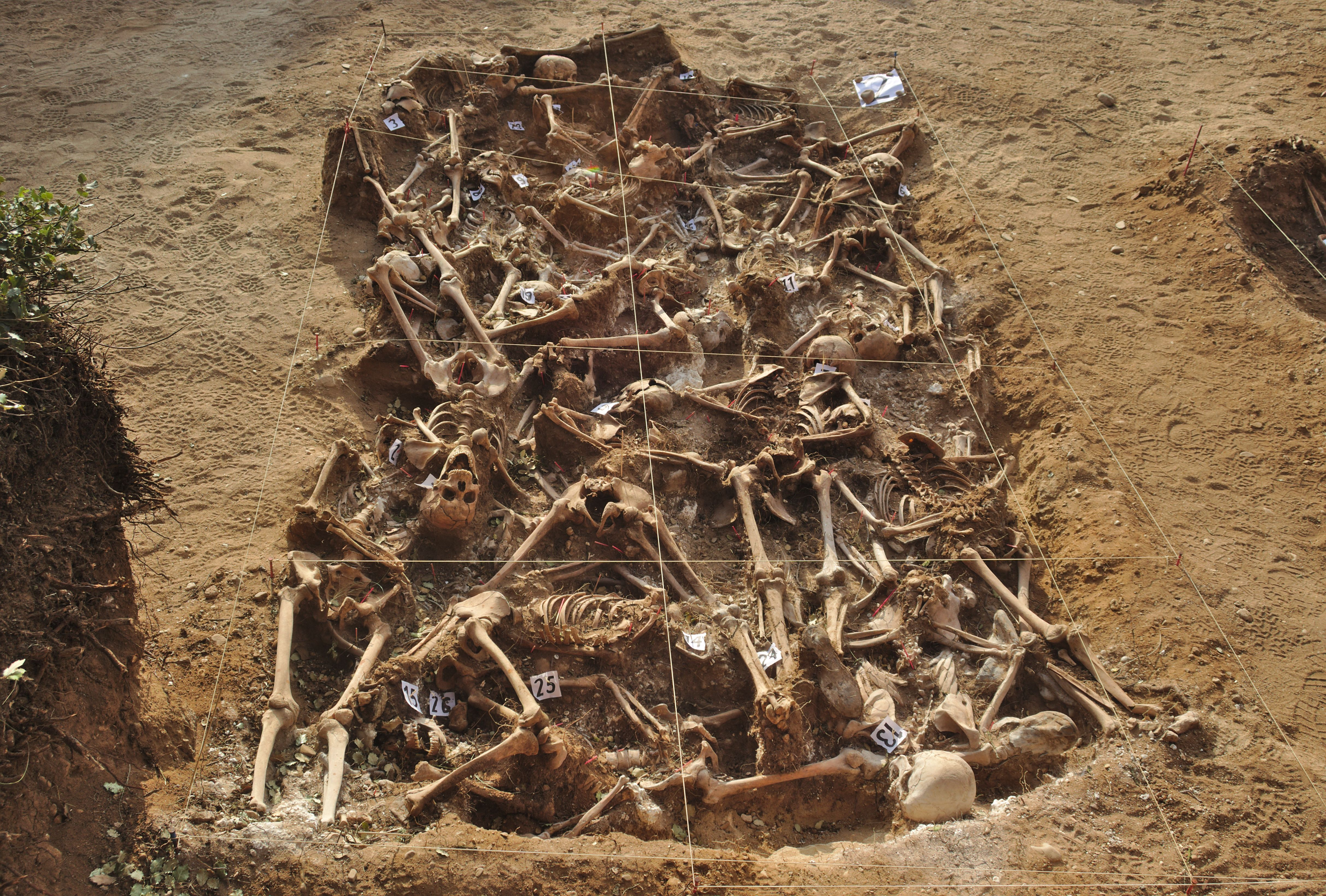
نگاره‌ای از یک گور دسته‌جمعی متعلق به ایام جنگ داخلی اسپانیا. در این گور که در سال ۲۰۱۴ میلادی در استپار، استان بورگُس کشف شد، اجساد ۲۶ نفر از جمهوری‌خواهان که توسط ملی‌گرایان کشته‌شده بودند، قرار داشت. هیچ آمار رسمی در مورد تعداد کشته‌شدگان این دوران در اسپانیا وجود ندارد.
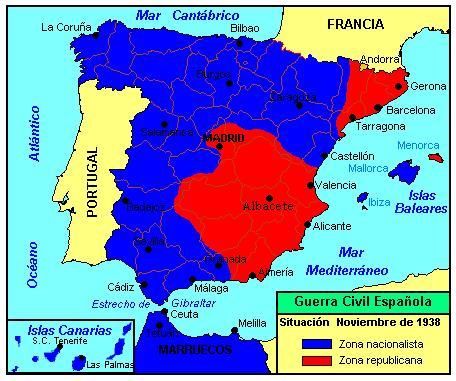
اسپانیا در نوامبر ۱۹۳۸، رنگ آبی بخش‌های زیر پرچم ملی‌گراها و رنگ سرخ بخش‌های زیر فرمان جمهوری‌خواهان را نشان می‌دهد.
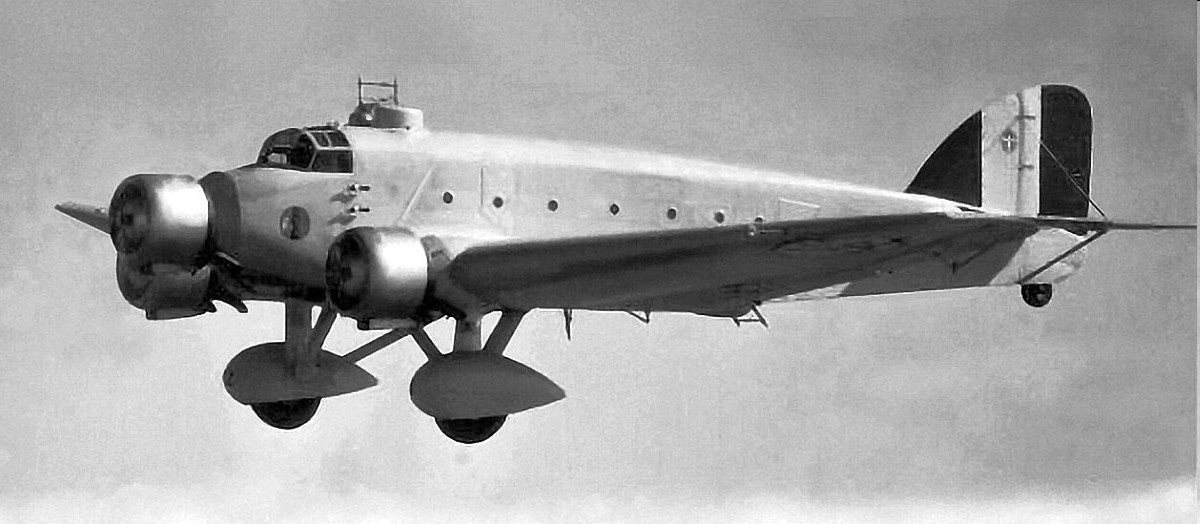
یک هواپیمای ایتالیایی، متعلق به نیروهای ملی‌گرای تحت فرمان ژنرال فرانکو، در حال انجام مأموریت برای زدن شهر مادرید.
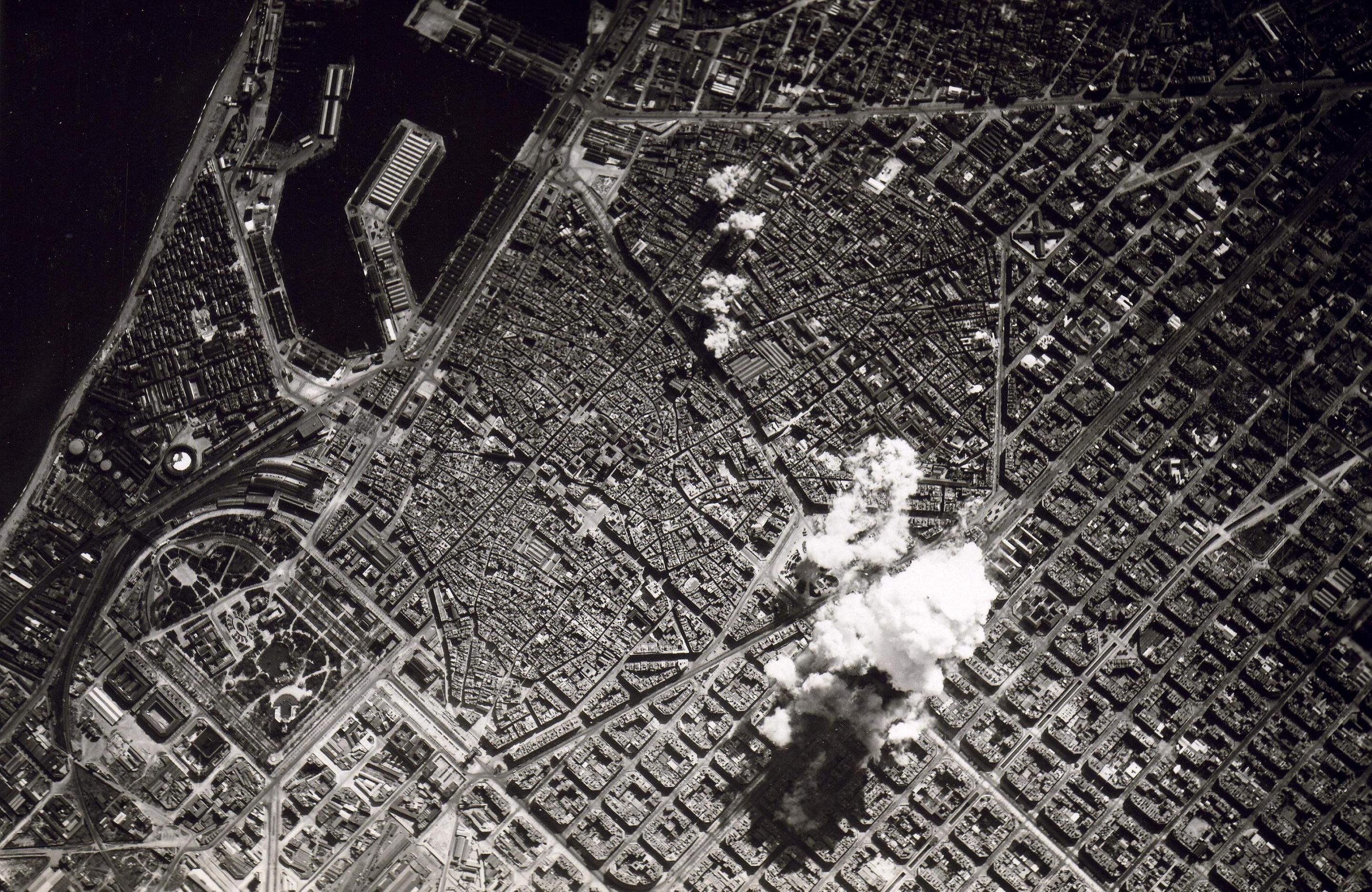
نگاره‌ای از لحظهٔ بمباران هوایی شهر بارسلون در تاریخ ۱۷ مارس ۱۹۳۸ میلادی، توسط نیروی هوایی ایتالیا که در حمایت از نیروهای ملی‌گرای تحت فرمان ژنرال فرانکو وارد جنگ شده بودند.